# Liste des séries Pixar
Pour un article plus général, voir Pixar Animation Studios.
La liste de séries de Pixar présente les films produit par Pixar Animation Studios depuis 1995, studio d'animation et société de production cinématographique américaine basée à Emeryville, Californie, aux États-Unis. La liste est constituée à ce jour de vingt-quatre longs-métrages sortis tandis que plusieurs autres sont en cours de production, tous ayant été distribués par Walt Disney Pictures.

## SparkShorts
SparkShorts est une série de courts-métrages Pixar disponibles sur Disney+[réf. souhaitée].
« Le programme SparkShorts est conçu pour découvrir de nouveaux conteurs, explorer de nouvelles techniques de narration et expérimenter de nouveaux flux de production. Ces films ne ressemblent à rien de ce que nous avons jamais fait chez Pixar, offrant une occasion de libérer le potentiel d'artistes individuels et leurs approches de réalisation de films inventives à une échelle plus petite que notre tarif normal. »
Jim Morris - Président, Pixar Animation Studio[réf. nécessaire]
- 2019 : Purl, de Kristen Lester.
- 2019 : Smash and Grab, de Brian Larsen.
- 2019 : Kitbull, de Rosana Sullivan.
- 2019 : Float, de Bobby Rubio.
- 2019 : Wind, d'Edwin Chang.
- 2020 : Loop, d'Erica Milsom.
- 2020 : Out, de Steven Hunter.
- 2020 : Burrow, de Madeline Sharafian.
- 2021 : La Vingtaine, d'Aphton Corbin
- 2021 : Nona, de Louis Gonzales

## Toy Story Toons
Source : Pixar-Planet
- 2011 : Vacances à Hawaï (en anglais : Toy Story: Hawaiian Vacation), compléments du film Toy Story 3.
- 2012 : Mini Buzz (Small Fry), complément de Les Muppets, le retour, l'adaptation du Muppet Show par Disney.
- 2013 : Rex, le roi de la fête (Partysaurus rex), compléments du film Le Monde de Nemo 3D.
- 2013 : Angoisse au motel (Toy Story of Terror)[2], court-métrage de 30 min diffusé par la chaîne ABC en octobre 2013.
- 2014 : Hors du temps (Toy Story That Time Forgot)[3], réalisé par Steve Purcell, court-métrage diffusé par la chaîne ABC à Noël 2014

## Cars Toons
Source : Pixar-Planet
- 2008 : Martin à la rescousse (en anglais : Rescue Squad Mater) de John Lasseter, Rob Gibbs et Victor Navone
- 2008 : Martin le Grand (Mater the Greater) de John Lasseter, Rob Gibbs et Victor Navone
- 2008 : El Martindor (El Materdor) de John Lasseter et Rob Gibbs
- 2008 : Tokyo Martin (Tokyo Mater) de John Lasseter, Rob Gibbs et Victor Navone, complément du film Cars
- 2009 : Martin Volant Non Identifié (Unidentified Flying Mater) de John Lasseter et Rob Gibbs
- 2010 : Martin Poids Lourd (Monster Truck Mater) de John Lasseter et Rob Gibbs
- 2010 : Heavy Metal Martin (Heavy Metal Mater) de John Lasseter et Rob Gibbs
- 2010 : Martin Lunaire (Moon Mater) de Rob Gibbs
- 2010 : Martin Détective Privé (Mater Private Eye) de Rob Gibbs
- 2011 : Air Martin (Air Mater) de Rob Gibbs
- 2012 : Martin remonte le Temps (Time Travel Mater)
- 2013 : Le Hoquet (Hiccups)
- 2013 : Ça Tourne (Spinning)
- 2013 : L'insecte (Bugged)
- 2014 : Les 500 Miles ½ de Radiator Springs (The Radiator Springs 500 ½)

## Fourchette se pose des questions
Fourchette se pose des questions est une série Pixar en compléments du film Toy Story 4 sorti en 2019, sur le personnage de Fourchette et disponible depuis novembre 2019 sur Disney+[réf. souhaitée].
1. C'est quoi l'argent ? avec Bayonne.
2. C'est quoi un copain ? avec un mug.
3. C'est quoi l'art ? avec Monsieur Labrosse.
4. C'est quoi le temps ? avec Rex.
5. C'est quoi l'amour ? avec des vieux jouets de Bonnie.
6. C'est quoi un ordinateur ? avec Trixie.
7. C'est quoi un leader ? avec Dolly.
8. C'est quoi un animal de compagnie ? avec Rib Tickles.
9. C'est quoi le fromage ? avec Bouton d'Or.
10. C'est quoi lire ? avec M. Alphabet.

## Pixar PopCorn
Pixar PopCorn est composé de huit épisodes disponible dès le 22 janvier 2021 sur Disney+[réf. souhaitée].
- 2021 : To Fitness and Beyond (Toy Story), compléments des films Toy Story réalisé par Adam Rodriguez.
- 2021 : Chore Day (Les Indestructibles), compléments du film Les Indestructibles 1 & 2 réalisé par Alan Barillaro.
- 2021 : Dancing with the Cars, compléments des films Cars.
- 2021 : A Day of the Life of the Dead, compléments du film Coco, réalisé par Allison Rutland.
- 2021 : Cookie num num, compléments du film Les Indestructibles 1 & 2.
- 2021 : Dory Finding, compléments du film Le monde de Dory, réalisé par Michal Makareczwiew.
- 2021 : Fluffy Stuff with Ducky and Bunny, compléments du film Toy Story 4, réalisé par Robert H. Russ.
- 2021 : Soul of the City, compléments du film Soul sorti en 2020 sur Disney+ réalisé par Christopher Chua.

## Bienvenue chez Doug
Bienvenue chez Doug est composé de cinq épisodes disponible le 1er septembre 2021 sur Disney+ de Pete Docter et Bob Peterson[réf. souhaitée].
Saison 1 :
- 1. L'écureuil
- 2. Les Chiots
- 3. Une odeur étrange
- 4. Les fleurs
- 5. La science

## Cars: Sur la route
Cars : Sur la route est composé de neuf épisodes disponible le 8 septembre 2022 sur Disney+ de Pete Docter[réf. souhaitée].

## Rêves Productions
Rêves Productions est une série spin-off du monde de Vice-versa disponible sur Disney + depuis 2024.

## Gagné ou Perdu
Gagné ou Perdu est une série originale en huit épisodes disponible sur Disney + depuis 2025.